# Anvik (rivière)
Pour les articles homonymes, voir Anvik.
La rivière Anvik est un cours d'eau d'Alaska, aux États-Unis située dans la  Région de recensement de Yukon-Koyukuk. C'est un affluent  du fleuve Yukon.

## Description
Longue de 140 milles (225 km), elle coule en direction du sud-est et se jette dans le fleuve Yukon, à 1,5 milles (2 km) au nord d'Anvik et à 36 milles (58 km) au nord d'Holy Cross.
Andrei Glazanov a descendu son cours en janvier 1834.

## Sources
- (en) « Anvik (rivière) », Geographic Names Information System